# Führungsgenerationen in der Volksrepublik China
Der Begriff Führungsgenerationen in der Volksrepublik China impliziert eine Abfolge von militärischen und politischen Führern, die jeweils etwa gleich alt waren oder sind. Er wird seit den 1970er Jahren im Westen verwandt. Da sowohl die Kommunistische Partei Chinas als auch die Volksbefreiungsarmee im Normalfall nach dem Alter befördert, ist es möglich, die chinesischen Führer in Generationen einzuteilen.
Die Vorstellung von Führungsgenerationen hat sich seit der erfolgreichen Durchsetzung Deng Xiaopings auf der politischen Bühne durchgesetzt und ist in der Sinologie allgemein anerkannt.

## Erste Generation
Der wichtigste Führer der ersten Generation war Mao Zedong (1893–1976). Mit Zhou Enlai (1898–1976), Zhu De (1886–1976), Chen Yun (1905–1995), Liu Shaoqi (1898–1969) bildete er die Gruppe der „Großen Fünf“. Bedeutend waren auch die Offiziere Peng Dehuai (1898–1974) und
Lin Biao (1907–1971). Diese meist in den 1890er Jahren Geborenen regierten Partei und Staat bis 1976.
Es handelt sich um die Begründer der Volksrepublik China. Die meisten waren niemals im Ausland und wurden vom langen Marsch, dem Antijapanischen Krieg und dem chinesischen Bürgerkrieg geprägt. Andere, wie Zhou Enlai, hatten eine Ausbildung im Westen.

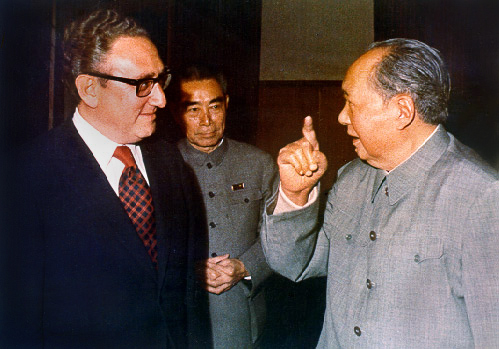
Henry Kissinger mit Zhou Enlai und Mao Zedong

## Zweite Generation
Führer der zweiten Generation war Deng Xiaoping (1904–1997). Um ihn gruppierten sich Chen Yun (1905–1995), Hu Yaobang (1915–1989), Zhao Ziyang (1919–2005) und Hua Guofeng (1921–2008). Diese Generation der in den Jahren 1900 bis 1921 Geborenen regierte in den Jahren 1976 bis 1992.
Zu den einflussreichsten Führungskräften während der 1980er Jahre gehörten Yang Shangkun (1907–1998), Wang Zhen (1908–1993), Li Xiannian (1909–1992), Peng Zhen (1902–1997), Bo Yibo (1908–2007).
Sie waren ebenfalls an der kommunistischen Machtübernahme beteiligt, aber in untergeordneten Rollen. Viele von ihnen waren zum Studium im Ausland.
Diesen Personenkreis kennzeichneten enge Verbindungen zueinander durch gemeinsam gemachte Erfahrungen. In der Mehrzahl haben sie am „Langen Marsch“ von 1934 bis 1935 teilgenommen. Sie gehörten zur Gruppe der Kulturrevolutionsverlierer. Sie unterstützten sich gegenseitig beim Sturz der Viererbande und entzogen Hua Guofeng die politische Macht. Sie alle fühlten sich an die Vier Grundprinzipien von Deng Xiaoping gebunden. Alle außer Deng und Zhao Ziyang waren Konservative. Der harte Kern dieser Generation wird in Anlehnung an mythologische Figuren als Die acht Unsterblichen der Kommunistischen Partei Chinas (chinesisch 八大元老, Pinyin Bā dà yuán lǎo oder kurz chinesisch 八老, Pinyin Bā lǎo) bezeichnet.

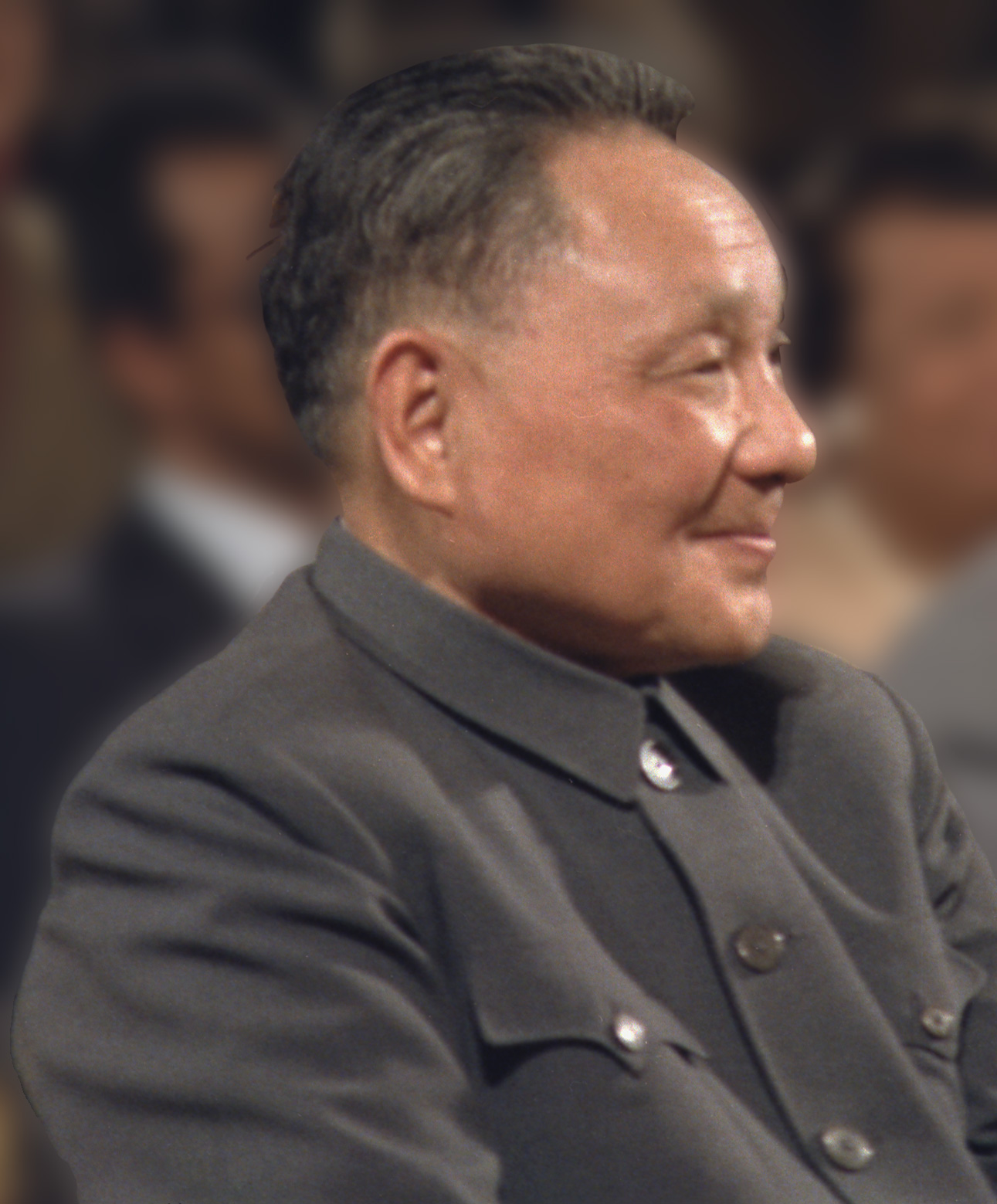
Deng Xiaoping
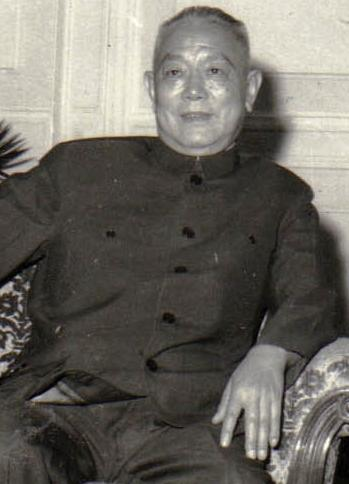
Li Xiannian
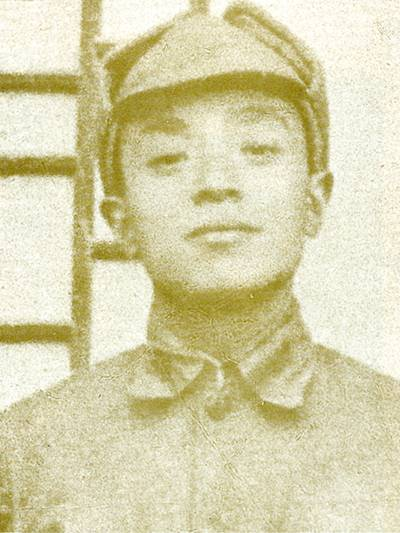
Yang Shangkun, Foto aus den 1940er Jahren

## Dritte Generation
Zur dritten Generation gehörten Männer wie Jiang Zemin (1926–2022) und sein Rivale Li Peng (1928–2019), daneben Li Ruihuan (* 1934), Qiao Shi (1924–2015) und Zhu Rongji (* 1928). Sie sind in den 1920er Jahren geboren und herrschten 1992 bis 2003.
Weitere wichtige Personen waren Yao Yilin (1917–1994), Wan Li (1916–2015) und Song Ping (* 1917).
Diese Gruppe war heterogener als die vorhergehenden. Die Mitglieder waren wesentlich pragmatischer als die erste Führungsgeneration und legte in nicht so großem Maße das Gewicht auf ideologische Fragestellungen. Darüber hinaus hatten viele von ihnen schon Erfahrungen auf Provinzebene gesammelt. Viele von ihnen hatten im zweiten sino-japanischen Krieg gekämpft.
Diese Führer wurden noch vor der kommunistischen Machtübernahme geboren und erhielten ihre Prägung noch vor dem Zerwürfnis mit der Sowjetunion. Viele von ihnen wurden daher in der Sowjetunion zu Ingenieuren und Managern ausgebildet. Sie erlebten den Koreakrieg – oft auch persönlich – mit. Viele von ihnen wurden von der ersten und zweiten Führungsgeneration protegiert.

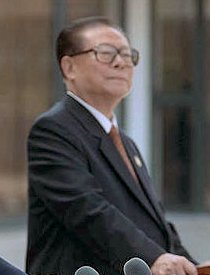
Jiang Zemin

## Vierte Generation
Die vierte Generation um Hu Jintao (* 1942), ehemaliger Generalsekretär und Staatspräsident, war von 2003 bis 2013 an der Macht. Zu ihnen gehören der ehemalige Premierminister Wen Jiabao (* 1942), der ehemalige Vizepräsident Zeng Qinghong (* 1939), der ehemalige Parlamentspräsident Wu Bangguo (1941–2024), Jia Qinglin (* 1940) und Li Changchun (* 1944).
Diese Führer kamen nach dem 16. Parteikongress an die Macht. Die meisten von ihnen sind in den 40er Jahren geborene Ingenieure, deren Ausbildung während der Kulturrevolution unterbrochen wurde. Auffällig ist, dass diese Generation wenig Zeit im Ausland verbracht hat.

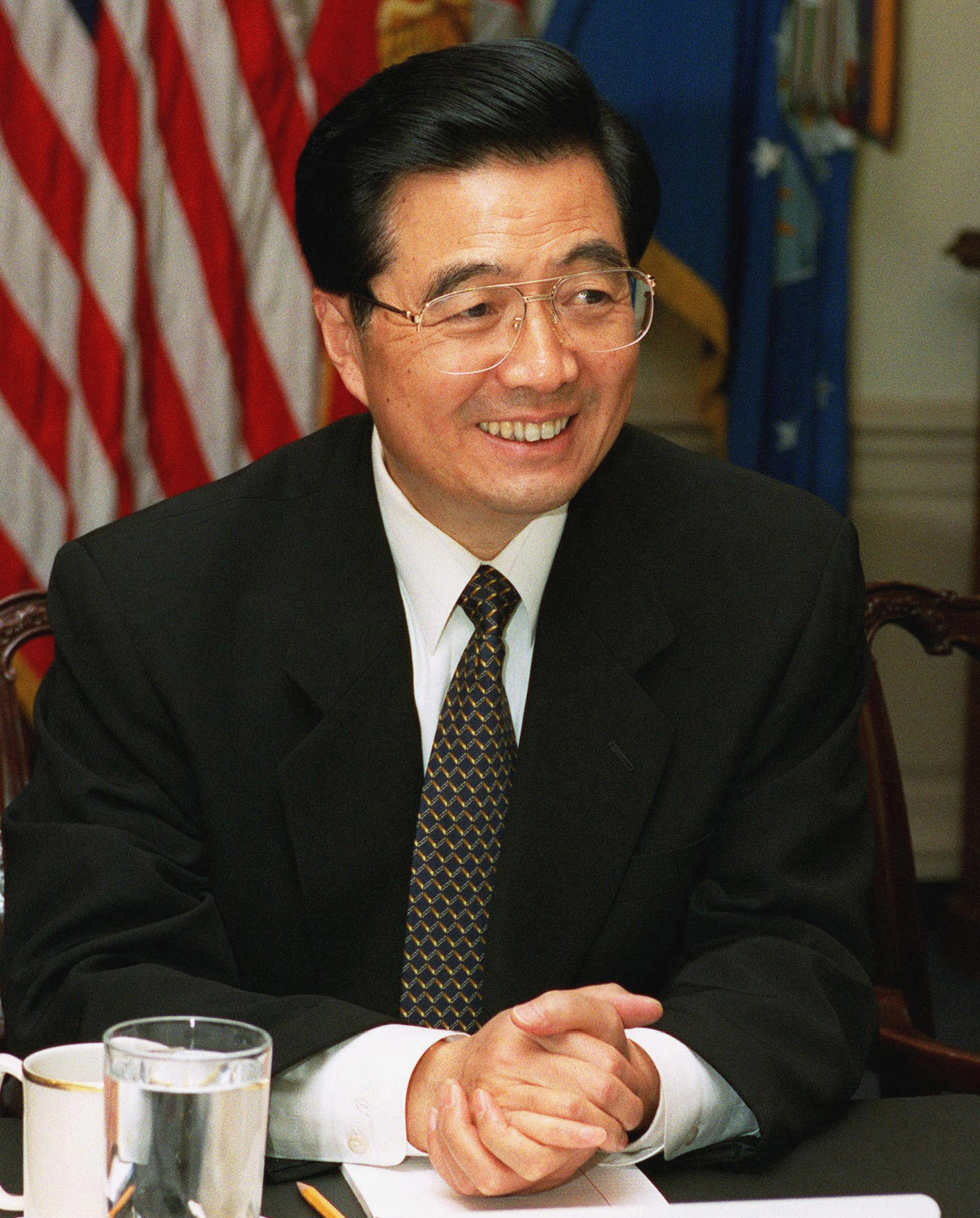
Hu Jintao, Präsident
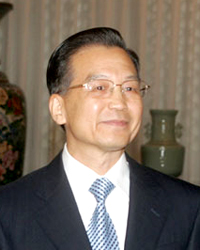
Wen Jiabao, ehemaliger Premier

## Fünfte Generation
Die fünfte Generation um Xi Jinping (* 1953) als Generalsekretär und Staatspräsident und Li Keqiang (1955–2023) als Premier umfasst neben den beiden noch Wang Qishan (* 1948), Vizepräsident Li Yuanchao (* 1950), Vizepremier Wang Yang (* 1955) und Vizepremier Zhang Gaoli (* 1946). Bis zu seiner Absetzung im März 2012 galt auch Bo Xilai (* 1949) als führendes Mitglied dieser Generation.
Nachdem sie am 17. Parteikongress 2007 in Spitzenpositionen aufgerückt waren, übernahmen sie nach dem 18. Parteikongress im März 2013 Führungsämter. In dieser Generation finden sich weniger Ingenieure, dafür aber mehr Finanzexperten, Juristen und auch Unternehmer. Viele aus dieser Generation wurden an Eliteuniversitäten in den USA ausgebildet. In ihrer Kindheit oder Jugendzeit erlebten sie die Kulturrevolution mit. Einige Politiker werden als „kleine Prinzen“ (englisch princelings) bezeichnet, da sie Kinder von früheren hochrangigen Kadern sind. Dies trifft z. B. für Xi Jinping als Sohn des früheren Vize-Premiers und Gouverneurs von Guangdong Xi Zhongxun oder Bo Xilai als Sohn des früheren Spitzenpolitikers Bo Yibo zu.
Anfang 2014 wurde aus Dokumenten des sogenannten Offshore-Leaks bekannt, dass Angehörige der Führungsfamilien in Steueroasen seit 2000 ein Vermögen von rund 4 Billionen Dollar angesammelt haben.

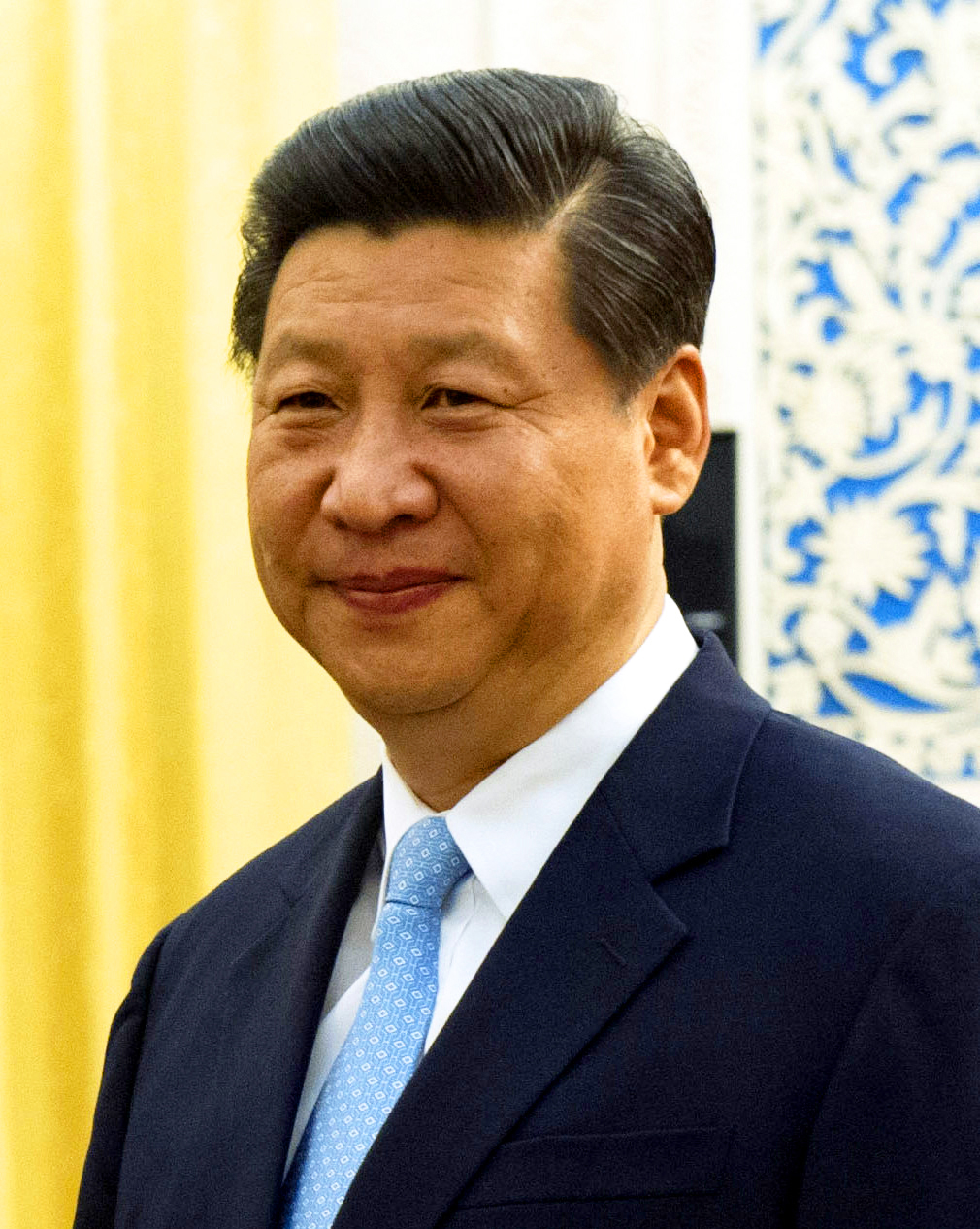
Xi Jinping, Generalsekretär und Staatspräsident
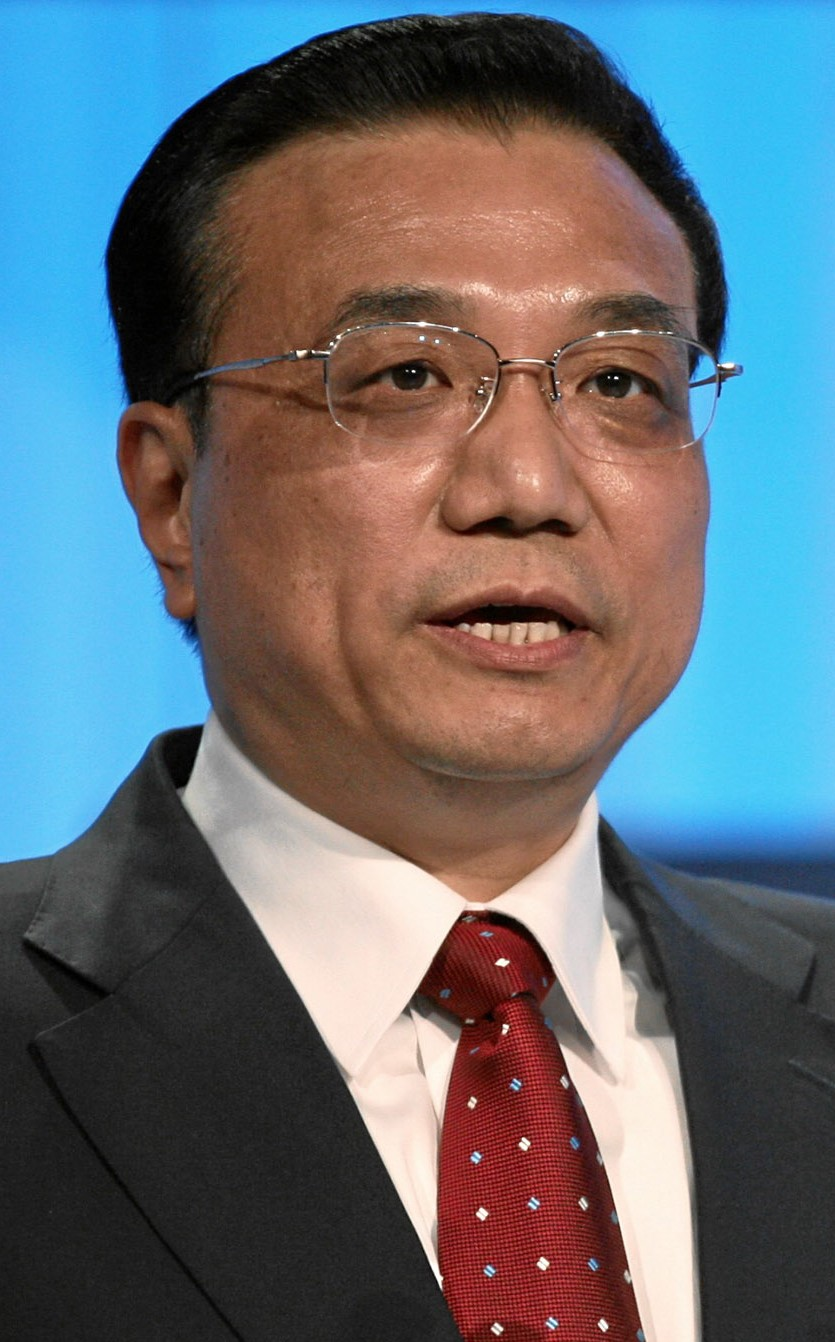
Li Keqiang, Ministerpräsident
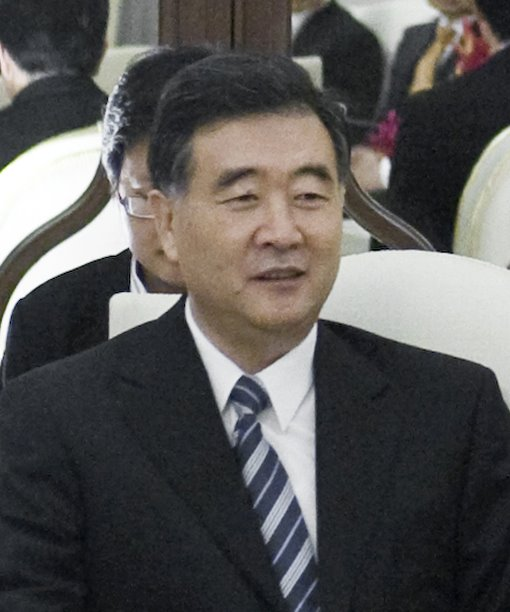
Wang Yang, Vizepremier

## Sechste Generation
Diese Generation ist typischerweise in den 1960er Jahren oder Anfang der 1970er Jahre geboren und noch in mittleren Positionen. Die meisten von ihnen wurden nach der Hungersnot infolge der Kampagne Großer Sprung geboren und haben die Kulturrevolution nicht bewusst miterlebt. Die Angehörigen dieser Generation haben eine nationalistischere Einstellung als ihre Vorgänger. Viele von ihnen wurden an Elitehochschulen in den USA ausgebildet. Zu ihnen gehört Hu Chunhua.